# 克內爾湖
克內爾湖是加拿大的湖泊，由卑詩省負責管轄，長100公里，面積266平方公里，集水區面積6,200平方公里，海拔高度728米，平均水深157米，最大水深610米，蓄水量41.8立方公里。